# Spondyloepimetaphysäre Dysplasie
Die Spondyloepimetaphysäre Dysplasie (SEMD) umfasst eine Gruppe von seltenen oder sehr seltenen, zu den Chondrodysplasien zählenden Skelettdysplasien mit Veränderungen der Wirbelkörper, der Metaphysen und der Epiphysen der langen Röhrenknochen. Hauptmerkmal ist der dysproportionale Zwergwuchs.

## Einteilung
Nach der Form der nachgewiesenen oder vermuteten Vererbung kann nachstehende Auflistung erfolgen:
autosomal-rezessiv:
- Dysplasie, anauxetische (Dysplasie, spondyloepimetaphysäre, anauxetischer Typ; Dysplasie, spondyloepimetaphysäre, Typ Menger), Mutationen im RMRP-Gen im Chromosom 9 am Genort p13.3[3][4]
- SEMD Typ A4[5]
- SEMD Typ Aggrecan, Mutationen im ACAN-Gen im Chromosom 15 am Genort q26.1[6][7]
- SEMD Typ Irapa[8]
- SEMD Typ Shohat[9]
- SEMD axiale Form[10]
- SPONASTRIME-Dysplasie (Dysplasie, spondyloepimetaphysäre, Typ Sponastrime)[11]
- SEMD MATN3-Gen-assoziiert, Mutationen im MATN3-Gen im Chromosom 2 am Genort p24-p23, das für ein Protein der extrazellulären Matrix kodiert[12][13]

Autosomal-dominant:
- SEMD Typ Handigodu (Handigodu Joint Disease)[14]
- SEMD Typ Missouri Mutationen im MMP13-Gen im Chromosom 11 an q22.3[15]
- SEMD Typ Strudwick, häufigste Form mit Mutationen im COL2A1-Gen an q13.11-q13.2 X-chromosomal-rezessiv:
- SEMD Typ Golden (Dysplasie, spondyloepimetaphysäre, X-chromosomale; Richmond Type)[16][17]
- SEMD X-chromosomale Form[18]

Unbekannte Vererbung:
- SEMD Typ Bieganski[19]
- SEMD Typ Czarny-Ratajczak[20]
- SEMD Typ Genevieve[21]
- SEMD Typ Isidor[22]

## Syndromale Formen
- SEMD mit Hypotrichose[23]
- SEMD mit gebogenen Unterarmen und Gesichtsdysmorphien, autosomal-rezessiv[24]
- SEMD mit gestörter Zahnentwicklung[25]
- SEMD mit kurzen Extremitäten und anormaler Kalzifizierung, autosomal-rezessiv, Mutationen im DDR2-Gen im Chromosom 1 an q23.3[26][27]
- SEMD-MD (Dysplasie, spondyloepimetaphysäre, mit multiplen Luxationens, leptodaktyler Typ; Dysplasie, spondyloepimetaphysäre, mit multiplen Luxationen, leptodaktyler Typ; SEMD-MD; SEMDJL2; Spondyloepimetaphysäre Dysplasie mit multiplen Luxationen vom Typ Hall; Spondyloepimetaphysäre Dysplasie mit Überstreckbarkeit der Gelenke Typ 2; Spondyloepimetaphysäre Dysplasie mit Überstreckbarkeit der Gelenke Typ Hall), autosomal-dominant, Mutationen im KIF22-Gen im Chromosom 16 an p11.2[28][29]
- SEMD-JL (Spondyloepimetaphysäre Dysplasie mit Überstreckbarkeit der Gelenke Typ 1; SEMD-JL; SEMDJL1) autosomal-rezessiv, Mutationen im B3GALT6-Gen im Chromosom 1 an p36.33[30][31]

## Verbreitung
Die Häufigkeit wird mit jeweils unter 1 zu 1.000.000 angegeben.

## Klinische Erscheinungen
Gemeinsam ist allen Formen der dysproportionale Kleinwuchs mit kurzem Rumpf und verkürzten Extremitäten.

## Diagnose
Die Diagnose stützt sich auf Veränderungen im Röntgenbild, die Sicherung kann genetisch erfolgen, sofern die Mutation bekannt ist.
In diesen Fällen ist auch eine pränatale Diagnostik möglich.